# لي روتشستر سورينسن
لي روتشستر سورينسن (بالدنماركية: Lee Rochester Sørensen)‏ هو لاعب كرة قدم دنماركي في مركز الهجوم، ولد في 30 أبريل 1994 في Nakskov ‏ في الدنمارك. شارك مع منتخب الدنمارك تحت 17 سنة لكرة القدم ومنتخب الدنمارك تحت 18 سنة لكرة القدم ومنتخب الدنمارك تحت 19 سنة لكرة القدم. أما مع النوادي، فقد لعب مع نادي لينغبي.

## وصلات خارجية
- لي روتشستر سورينسن على موقع قاعدة بيانات كرة القدم.إي يو (الإنجليزية)
- لي روتشستر سورينسن على موقع Soccerway.com (الإنجليزية)